# Ernesto Cisneros Cino
Ernesto Cisneros Cino (nacido en Habana, Cuba. 12 de junio de 1971) es un pianista, compositor y productor musical.

## Biografía
Comienza sus estudios musicales de piano, solfeo, armonía y contrapunto a los 6 años. Su carrera artística arranca a mediados de 1987 colaborando en la agrupación Paisaje con Río con quien publica un disco en 1994 (Paisaje con Río) y participó en un disco compilatorio (Pop-rock joven Cuba) con la discográfica ArtColor. En 1997 se integra a la agrupación de Dayani Lozano, participando en giras por México principalmente. En el año 2001 dirige la banda de Carlos Varela y en el 2002 comienza a tocar con el dúo Buena Fe, donde despliega su labor como arreglista y productor musical, colaborando activamente en los discos del dúo desde el año 2004.
Como compositor ha desarrollado una ingente labor enfocado en el cine y la televisión. En el año 1996 compone la música que identificó al canal Cubavisión Internacional. En el año 2006 se encarga de la composición de la melodía identificativa de Canal Habana y luego los canales Educativo y Educativo 2 de la televisión cubana. Desde 2013 es el responsable de la ambientación musical de la serie documental para televisión Hábitat.
Desde el año 1999 a la actualidad ha participado en innumerables giras internacionales en Inglaterra, España, Italia, Alemania, Francia, Rusia, Corea del Sur, Argentina, Venezuela, Panamá, Costa Rica, El Salvador, Nicaragua, México, Estados Unidos y Canadá donde ha tocado con varios artistas; desarrollado trabajos pedagógicos y compuesto música para radio, televisión, cine, teatro, exposiciones fotográficas, performances e internet.
En la actualidad centra gran parte de su trabajo como pianista, arreglista y productor musical para el dúo cubano Buena Fe; pero sin abandonar sus constantes incursiones en el cine, la televisión y el emergente arte digital. Apasionado del arte y la tecnología, se ha integrado con fuerza a la comunidad de artistas NF|1971||T global, participando en la consolidación de una nutrida comunidad de artistas de habla hispana con el objetivo de cambiar el paradigma del mercado del arte a partir de la tecnología blockchain.

## Discografía

### Bandas sonoras: (Compositor)
- Ausencia presente (2002)
- Suite Habana (2003)
- Serie documental Naturaleza Secretade Cuba (2004)
- Viviendo al límite (2004)
- Serie documental Caminos de Revolución (2004)
- Perfecto amor equivocado (2004)
- La gracia de volver (2005)
- Coro de ciudad (2006)
- La ausencia (2008)
- A pesar de todo (2012)
- Ex-Change (2015)

### Bandas sonoras: (Telenovelas)
- Salir de noche (2002)
- Historias de Fuego (2007)
- Con palabras propias (2011)
- Playa Eleonora (2013)
- El rostro de los días[2] (2019)

### Bandas sonoras: (Instrumentista)
- Hacerse el sueco (2000)
- Nada (2001)
- Aunque estés lejos (2002)
- Bailando chachacha (2004)
- Casa Vieja (2010)

## Premios y nominaciones
| Año  | Premio |
| ---- | --- |
| 1988 | 2.º Lugar Solista Instrumental. Festival Nacional de la Federación de estudiantes de la enseñanza media. (FEEM)                                                                      |
| 2003 | Premio “Coral de Música” en el 25 Festival Internacional del Nuevo Cine Latinoamericano por la película “Suite Habana”.                                                              |
| 2003 | Premio “Caracol de Música" otorgado por la UNEAC por la película “Suite Habana”. |
| 2003 | Premio “Gonzalo Roig” que otorga la Agencia Cubana de Derecho de Autor Musical (ACDAM) a la mejor obra musical cubana compuesta para cine en el 2003 por la película “Suite Habana”. |
| 2005 | Premio Cubadisco 2005 a Banda Sonora por el disco “Suite Habana”. |

## Entrevistas
- Cisneros, Ernesto. Los rostros de Ernesto Cisneros. Entrevista con José Luis Estrada Betancourt.  Juventud Rebelde.
- Cisneros, Ernesto. La música de Ernesto Cisneros, llena el corazón y el alma. Entrevista con Gladys Dailyn Morera Cordero.  Radio Cadena Agramonte.
- Cisneros, Ernesto. Entre tu y yo Ernesto Cisneros, defensor de una música que sana y salva. Entrevista con Ivón Peñalver.  Televisión Cubana.
- Cisneros, Ernesto. ERNESTO CISNEROS: “YO QUIERO DEFENDER EL ARTE CON TODAS LAS ARMAS POSIBLES”. Entrevista con Ana María Domínguez Cruz.  laJiribilla.
- Cisneros, Ernesto. Música de El Rostro de los Días en concierto dedicado al personal de la Salud. Entrevista con Prensa Latina.  Bohemia.
- Cisneros, Ernesto. Entrevista con Ernesto Cisneros, productor musical, pianista y arreglista cubano. Entrevista con Vitrales_Cuba.  Cubavisión Internacional.
- Cisneros, Ernesto. La Nota Perfecta Ernesto Cisneros. Entrevista con BERT.  ARTISTNATOR.
- Cisneros, Ernesto. Un concierto de telenovela. Entrevista con Max Barbosa Miranda.  Redacción Alma Mater.
- Cisneros, Ernesto. Ernesto Cisneros en Instrumentales por Cuba de Radio Enciclopedia. Entrevista con Radio Enciclopedia.  Radio Enciclopedia.
- Cisneros, Ernesto. Distinguen a talentosos orquestadores en concurso de Radio Enciclopedia. Entrevista con Miguel Darío García Porto.  Radio Enciclopedia.